# Viaduc d'Auteuil
Le viaduc d'Auteuil, appelé aussi pont du Point-du-Jour, permettait à la ligne de chemins de fer de Petite Ceinture de franchir la Seine, conjointement aux boulevards des Maréchaux. Achevé en 1865, il est détruit en 1959.

## Historique
Le viaduc est inauguré le 25 février 1867. Son architecte est Albert Bassompierre-Sewrin (1818-1877).
Il est situé sur le pont du Point-du-Jour, qui permettait à la ligne de chemins de fer de Petite Ceinture de traverser la Seine. En arcade, le viaduc rejoignait à l'ouest, dans le 16e arrondissement, la gare du Point-du-Jour et à l'est la gare de Grenelle-Ceinture. Les trains passaient sur la partie supérieure, tandis que véhicules et piétons empruntaient les voies basses du pont.
Le pont du Point-du-Jour devait son nom au quartier proche, rive droite, peut-être, dit une légende, à cause des duels qui s'y déroulaient autrefois, mais c'est plus probablement au fait que de cet endroit – situé à l'extrême Est de la commune de Billancourt (avant sa réunion avec Boulogne-sur-Seine) – on assistait devant la Seine  au lever de l'aube (du jour) qui commençait à poindre avant le lever du soleil. Ce pont prolongeait le viaduc situé au centre du boulevard Exelmans (16e arrondissement), nommé viaduc du Point-du-Jour, les deux ayant été érigés à la même période.
Construit de 1863 à 1865, il comportait un étage, le niveau haut pour les trains de la Petite Ceinture et le niveau bas pour la circulation des véhicules et des piétons.
C'est de ce pont que les ordures ménagères ont été déversées dans la Seine lors de la crue de 1910.
Il a été le seul pont parisien à être touché par le bombardement anglo-américain du 15 septembre 1943. Ce dernier visait les usines Renault et les usines Citroën, qui travaillaient pour l'occupant. Pour autant, il n'est pas détruit.
L'étage supérieur n'étant plus exploité depuis 1934, le pont est détruit en 1959 et remplacé en 1963 par le pont du Garigliano, mieux adapté à la circulation automobile, nouveau mode de circulation des Franciliens.

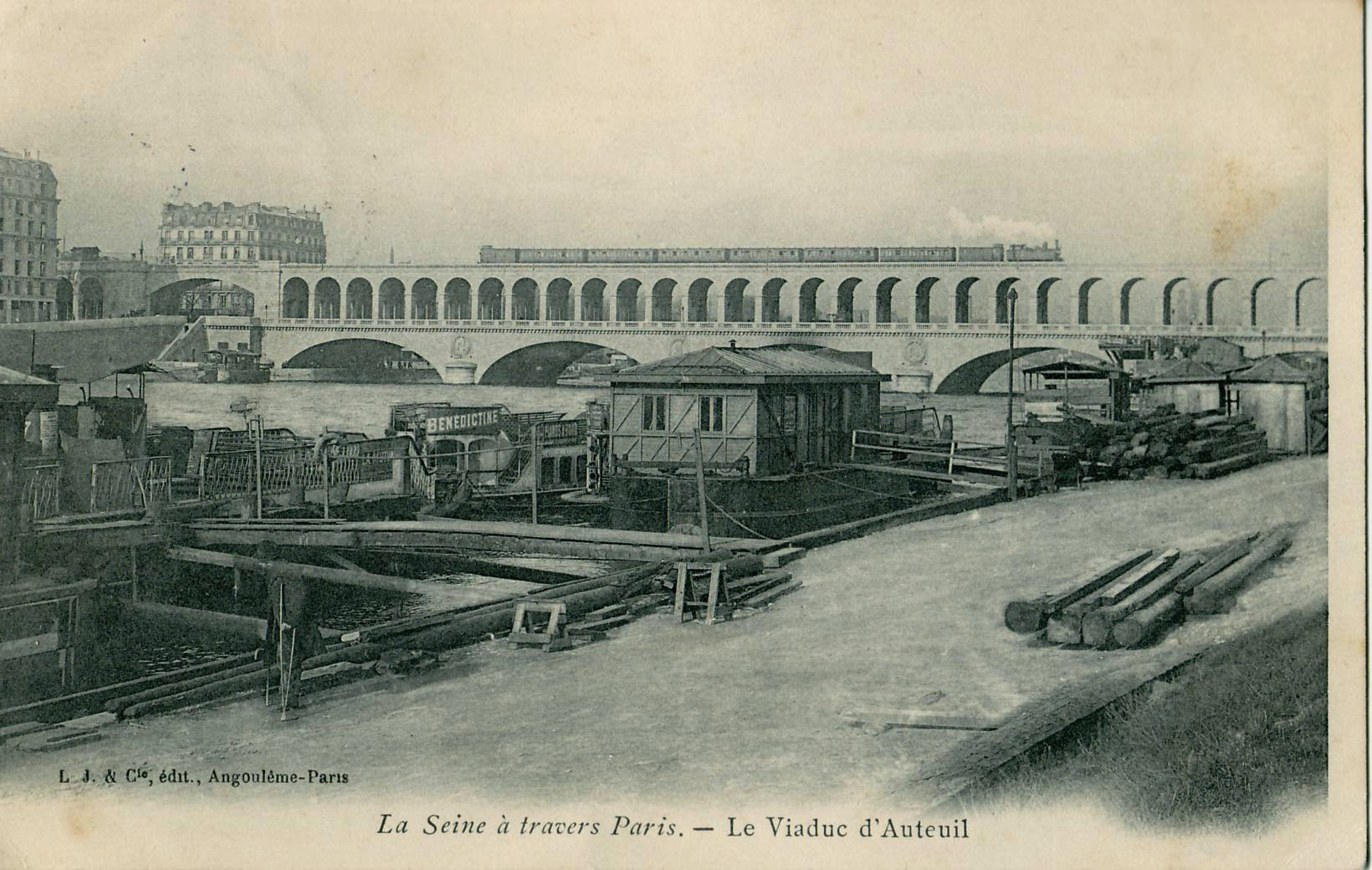
Le viaduc d'Auteuil avant la Première guerre mondiale.
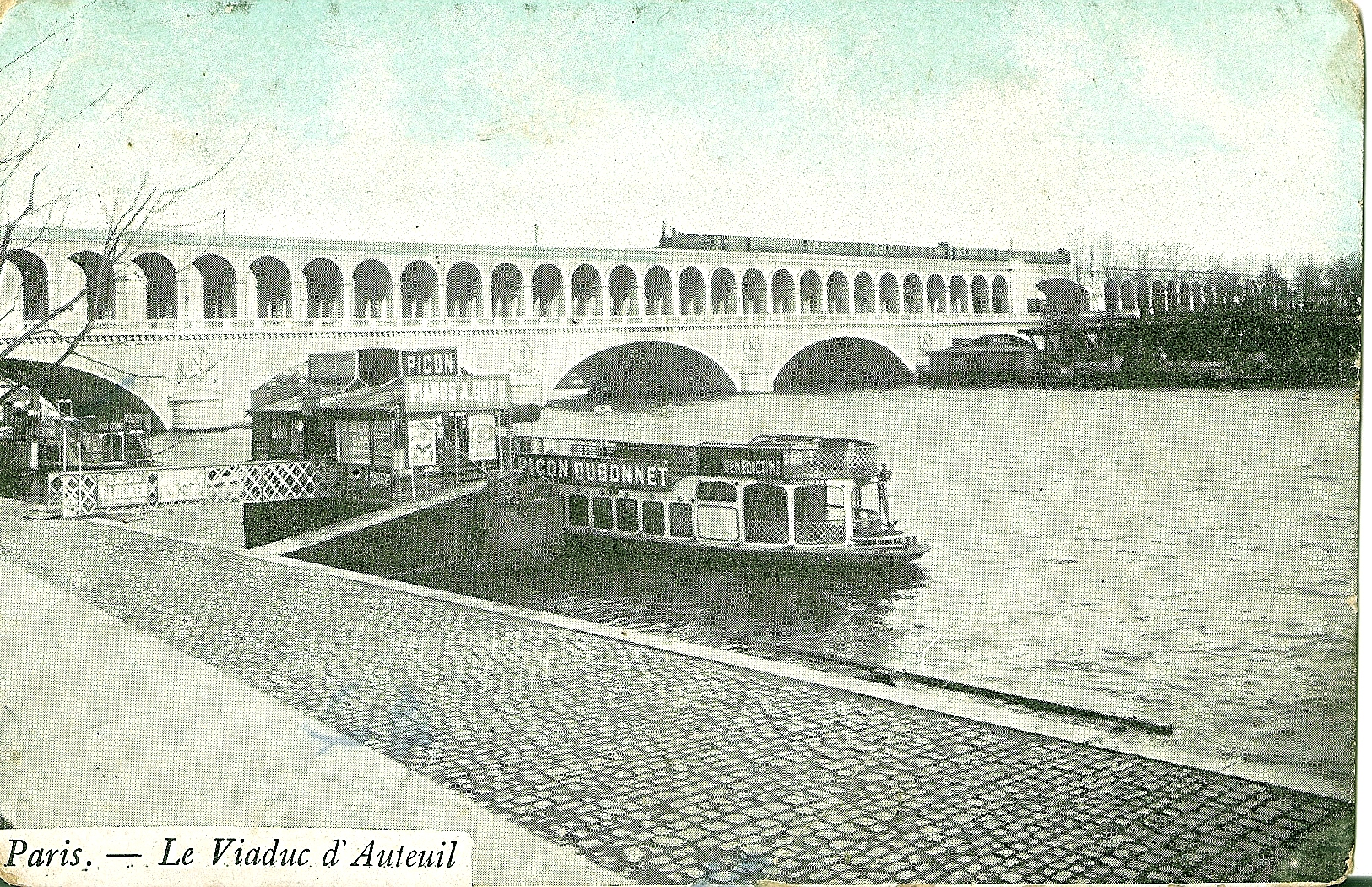
Le viaduc d'Auteuil au début du XXe siècle. Au premier plan, navire de la Compagnie des Bateaux parisiens, assurant un service de navettes fluviales.
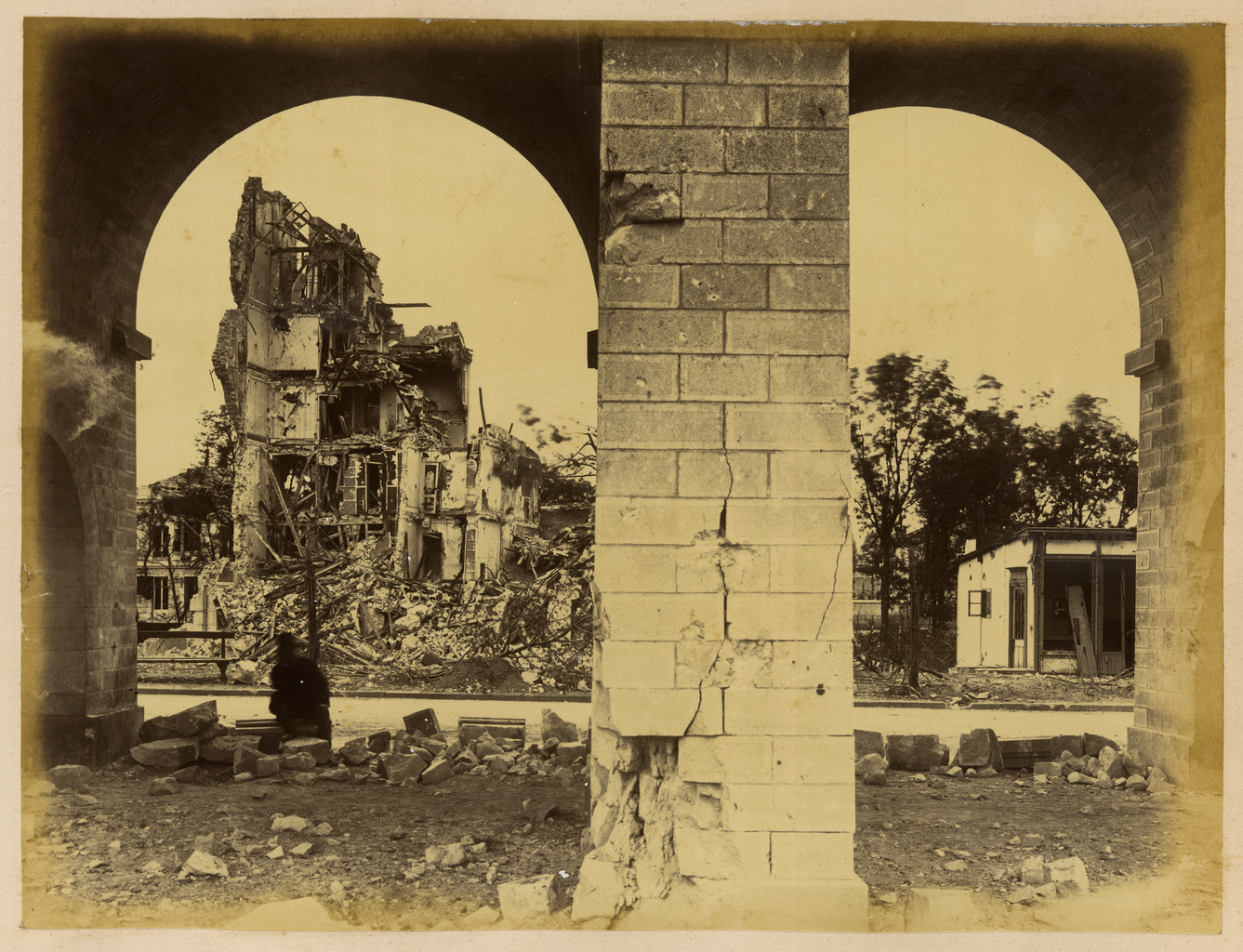
Les arches du viaduc d'Auteuil et des maisons avoisinantes après le siège et la Commune de Paris, en 1871.
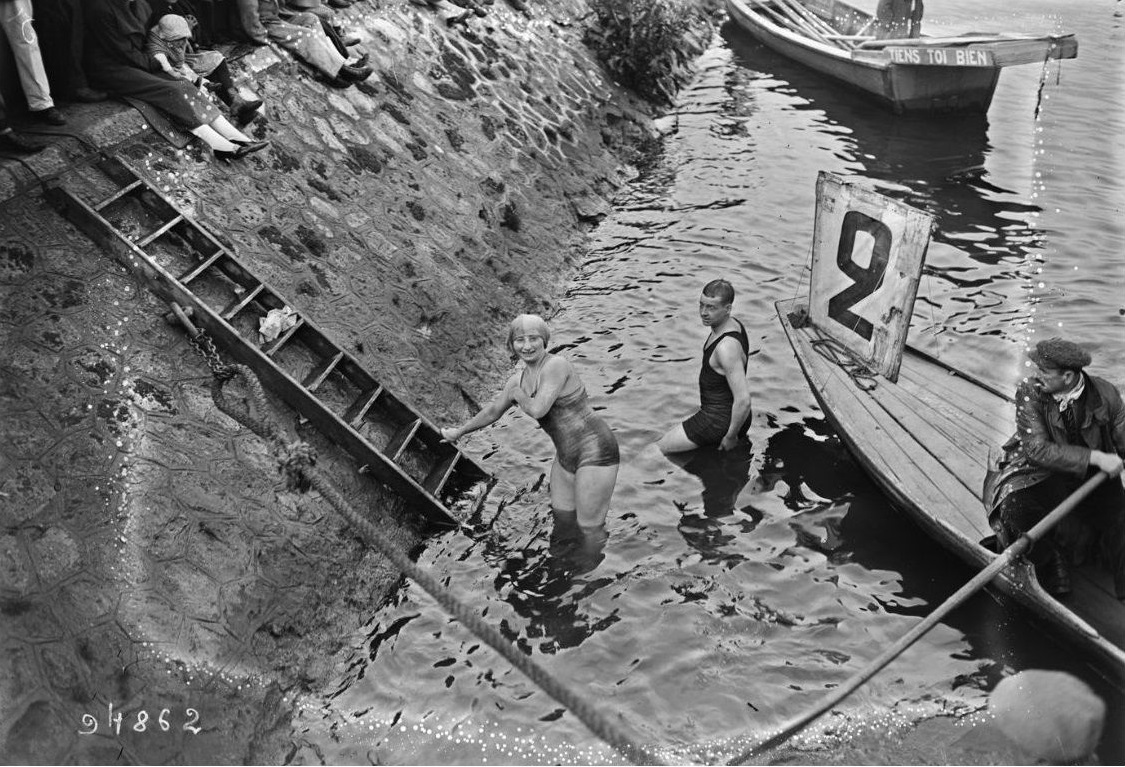
Arrivée de Mme Cady en août 1924 au viaduc d'Auteuil (victoire en course professionnelle, lors de la traversée de Paris à la nage).
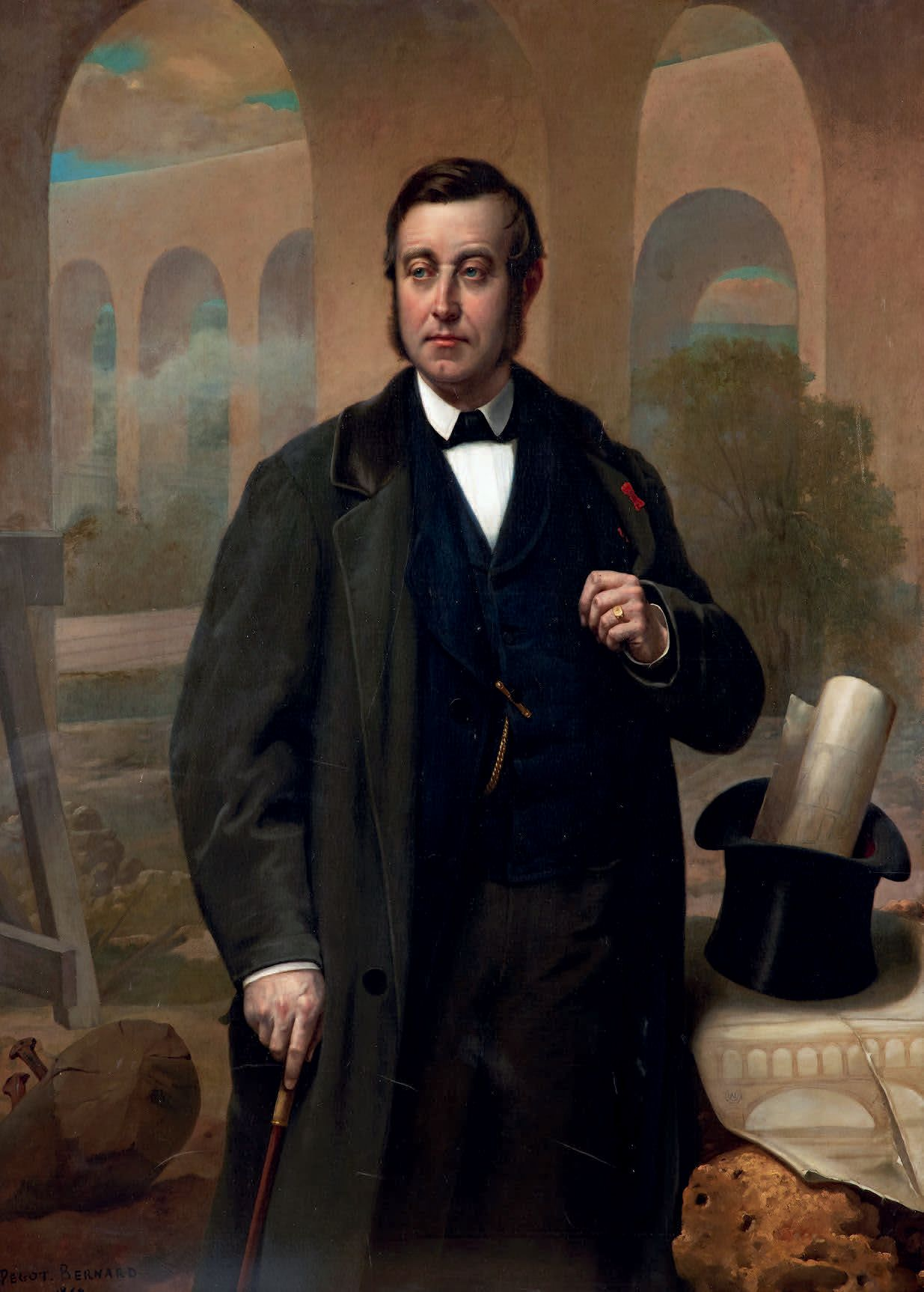
Portrait de l'architecte Albert Bassompierre-Sewrin, constructeur de l'ouvrage, avec le viaduc d'Auteuil à l'arrière-plan (1869).
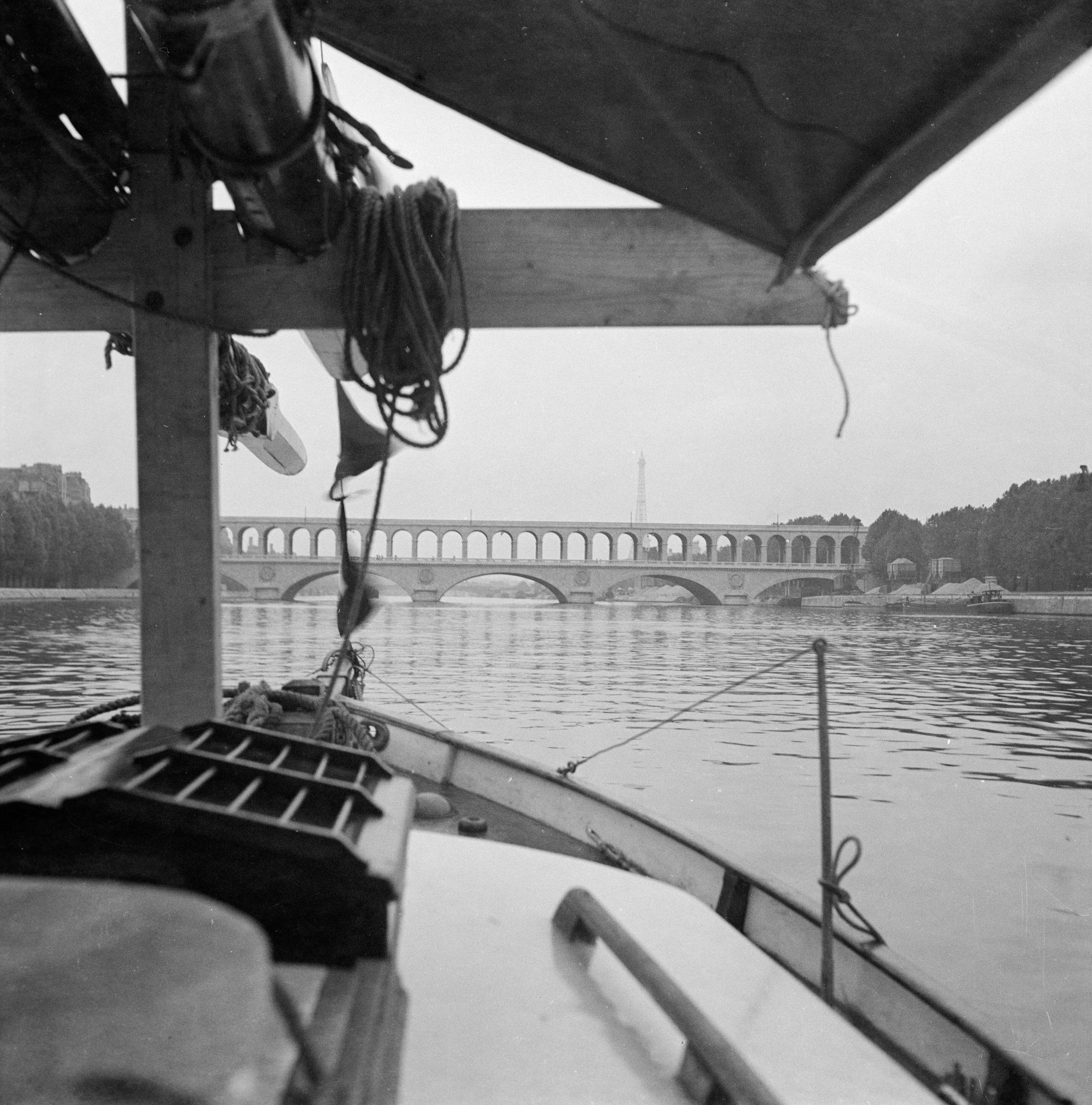
Le viaduc d'Auteuil depuis le voilier S/Y Daphné en 1948.